# Панченко, Александр Семёнович
Александр Семёнович Панченко (1 сентября 1934, Давыдовка, СССР — 26 июня 2024, Хабаровск) — советский государственный деятель, председатель городского исполнительного комитета Хабаровска (декабрь 1981 — 23 июля 1991).

## Биография
Родился 1 сентября 1934 года в селе Давыдовка, Запорожской области, УССР.
Во время войны вместе с семьей два года прожил в оккупации.
В 1948 году окончил школу и поступил в судостроительный техникум в городе Большой Тармак. После его окончания был отправлен на судостроительный завод в Хабаровске. Затем был призван в армию. Служил в Китае, где советские советники обучали НОАК военному делу. В армии подружился с Михаилом Тищенко, который в будущем станет председателем горисполкома Комсомольска-на-Амуре. После демобилизации остался в Хабаровске и начал своё продвижение по партийной иерархии.
В 1973 году был назначен начальником управления бытового обслуживания крайисполкома.
Панченко стал председателем горисполкома с декабря 1981 года. За время его пребывания на этой должности было построено огромное количество жилья: каждый год строилось 300 тыс. м² жилья, а из ветхого жилья выселялось по 2000 семей, также был создан Хабаровский Центральный рынок.
В 1991 году ушёл со своего поста по собственному желанию. После этого он участвовал в разработке развития Дальнего Востока и Забайкалья, в создании продовольственного рынка на проспекте 60-летия Октября (Хабаровск).
До недавнего времени[уточнить] работал в отделе озеленения и благоустройства городских территорий Хабаровска.
Скончался 26 июня 2024 года на 90-м году жизни.